# Melitaea atromarginata
Melitaea atromarginata är en fjärilsart som beskrevs av Belter 1944. Melitaea atromarginata ingår i släktet Melitaea och familjen praktfjärilar. Inga underarter finns listade i Catalogue of Life.